# 1171
1171 (MCLXXI) a fost un an al calendarului iulian.

## Evenimente
- 20 ianuarie: Odată cu moartea cneazului Gleb, Kievul este dăruit de către Andrei Bogoliubski lui Roman Rostislavici din Smolensk.
- 14 februarie: Întrevedere între regele Ludovic al VII-lea al Franței și împăratul Frederic Barbarossa la Maxey-sur-Vaise; sunt împărțite teritoriile din Brabancon.
- 12 martie: Împăratul Manuel I Comnen ia măsura arestării tuturor venețienilor aflați în Imperiul bizantin și a confiscării tuturor bunurilor acestora; Veneția este nevoită să își reorienteze traficul comercial către Orientul latin și islamic, unde pozițiile sale sunt mai slabe decât cele ale rivalilor din Genova și Pisa; totodată, statul venețian pregătește o puternică flotă de 100 de galere și 20 de vase pentru a ataca Imperiul bizantin; ca urmare a unei epidemii de ciumă, expediția se încheie cu un dezastru pentru Veneția.
- 4 mai: Regele Henric al II-lea al Angliei invadează Irlanda, cu sprijinul urmașilor regelui din Leinster, Diarmait MacMurrough, care îi promit regelui Angliei porturile Dublin, Waterford și Wexford și îi recunosc suzeranitatea.
- 15 septembrie: La moartea califului Al-Adid, califatul fatimid este abolit de către Saladin, care restaurează dominația sunniților în Egipt și a califului din Bagdad; Saladin se proclamă sultan și întemeiază dinastia Ayyubizilor; de asemenea, califul din Bagdad acordă lui Nur ad-Din învestitura pentru Siria și Egipt.
- 18 octombrie: Regele Henric al II-lea al Angliei debarcă la Waterford, după care trupele anglo-normande efectuează un marș către Dublin, pe care reușesc să îl cucerească.

### Nedatate
- octombrie: Regele Alfonso al II-lea al Aragonului cucerește Caspe și Teruel de la mauri.
- Ca urmare a căderii dinastiei fatimide, conducătorul sectei  asasinilor, Rachid ad-Din Sinan trimite un mesaj regelui Amalric I al Ierusalimului, prin care îl anunță asupra disponibilității sale de a se converti la creștinism împreună cu partizanii săi; stăpâni asupra numeroase fortărețe și așezări în Siria centrală, asasinii sperau astfel să evite impozitul impus non-creștinilor de către cruciați.
- La solicitarea abatelui de Cluny, regele Ludovic al VII-lea al Franței intervine în Burgundia.
- Ștefan Nemanja rămâne singurul conducător al statului sârb.

## Arte, științe, literatură și filozofie
- Este construită catedrala San Sabino din Bari, în Apulia.
- Este întemeiată prima bancă din Europa, la Veneția, specializată în operațiunile de schimb și de credit; motivul îl constituie obținerea de împrumuturi pentru campania împotriva Bizanțului.

## Înscăunări
- 3 aprilie: Eudes de Saint-Amand, mare maestru al Ordinului templierilor.

## Nașteri
- 15 august: Alfonso al IX-lea, rege al Leonului (d. 1230)
- Balduin I, conte de Flandra și primul împărat latin de Constantinopol (d. 1205)
- Otto I de Burgundia (d. 1200)

## Decese
- 1 ianuarie: Diarmait MacMurrough, rege irlandez în Leinster (n. 1110) (n. ?)
- 20 ianuarie: Gleb, mare cneaz (prinț) de Kiev (n. ?)
- 20 februarie: Conan al IV-lea, duce de Bretagne (n. 1138)
- 3 aprilie: Philippe de Milly, mare maestru al Ordinului templierilor (n. ?)
- 15 septembrie: Al-Adid, ultimul calif fatimid din Egipt (n. ?)
- 8 noiembrie: Balduin al IV-lea, conte de Hainaut (n. 1108)
- Hacard de Saint-Victor, teolog și filosof francez (n. ?)
- Yesugei Baghatur, han mongol, tatăl lui Temüjin (Genghis Khan), (n. 1134)